# Alfabeto cario
El alfabeto o alfabetos carios es una escritura alfabética que se utilizaba para escribir el idioma cario de Anatolia occidental. Consistían en unas 30 letras, con variaciones geográficas en las distintas áreas de Caria y una variante homogénea atestiguada en el delta del Nilo, donde los mercenarios carios lucharon por los faraones egipcios.
Escritos de izquierda a derecha en Caria (excepto en la ciudad cario-lidia de Tralleis) y de derecha a izquierda en Egipto este alfabeto se descifró principalmente a través de inscripciones de tumbas bilingües egipcio-carias, comenzando con John Ray en 1981; anteriormente solo se habían demostrado unos pocos valores sonoros y la naturaleza alfabética de la escritura. Las lecturas de Ray y los estudiosos posteriores se confirmaron en gran medida con una inscripción bilingüe cario-griega descubierta en Cauno en 1996, que verificó por primera vez los nombres personales, pero la identificación de muchas letras sigue siendo provisional y debatida, y algunas son totalmente desconocidas.

## Alfabeto
Existen variaciones gráficas entre las ciudades de Caria, algunas de las cuales son lo suficientemente extremas como para tener caracteres Unicode separados. Se cree que el alfabeto de Cauno está completo. Puede haber otras letras en ciudades egipcias aparte de Menfis, pero no están confirmadas. Hay cierta variación geográfica en todas las letras, especialmente en la representación de los fonemas laterales l y de λ. Las letras con valores identificados en las distintas ciudades son las siguientes:
| Hilárima | Euromo | Milasa | Estratonicea | Cildara | Sinuri | Cauno | Yaso  | Menfis  | transl.                            | IPA         | Posible origen griego                                                             |
| -------- | ------ | ------ | ------------ | ------- | ------ | ----- | ----- | ------- | ---------------------------------- | ----------- | --------------------------------------------------------------------------------- |
| 𐊠        | 𐊠      | 𐊠      | 𐊠            | 𐊠       | 𐊠      | 𐊠     | 𐊠 𐌀   | 𐊠       | a                                  | /a/         | Α                                                                                 |
| 𐊡        |        | « ?    | 𐋉            |         |        | 𐋌 𐋍   | 𐋌?    | 𐋌       | β                                  | /ᵐb/        | No es valor griego; quizá una ligadura del cario 𐊬𐊬. 𐊡 directamente del griego Β. |
| 𐊢 (<)    | 𐊢 (Ϲ)  | 𐊢 (<)  | 𐊢 (Ϲ)        | 𐊢 (Ϲ)   | 𐊢 (Ϲ)  | 𐊢 (Ϲ) |       | 𐊢 (< Ϲ) | d                                  | /ð/?        | Δ D                                                                               |
| 𐋃        | 𐋃      | <>     | 𐊣            | 𐋃       | 𐊣      | 𐊣     | 𐊣     | 𐊣       | l                                  | /l~ɾ/?      | Λ                                                                                 |
| 𐊤        | 𐊤      | 𐋐      | 𐊤            | 𐋈       | 𐋈      | 𐊤     | 𐊤 𐋐?  | 𐊤 Ε     | y                                  | /y/         | Quizá una Ϝ modificada.                                                           |
| 𐅝        | 𐅝      | 𐅝      | 𐅝            | 𐅝       | 𐅝      | 𐊥     | 𐅝 𐊥   | 𐊥       | r                                  | /r/         | Ρ                                                                                 |
| 𐋎 𐊣      | 𐊣      | 𐊣      | 𐊦            | 𐊦       | 𐊦      | 𐋏     | 𐊦     | 𐊦       | λ                                  | /lː~ld/?    | No es valor griego. 𐋎 de Λ más diacrítico, otras no griegas                       |
| ʘ        | ʘ      | ʘ      | ʘ            | ʘ 𐊨?    | ʘ 𐊨?   | 𐊨     | 𐊨 ʘ   | 𐊨       | q                                  | /kʷ/        | Ϙ                                                                                 |
| Λ        | Λ      | Λ      |              | Λ 𐊬     | Λ 𐊬    | Γ     | Λ     | 𐊬 Λ     | b                                  | /β/?        | 𐅃                                                                                 |
| 𐊪        | 𐊪      | 𐊪      | 𐊪            | 𐊪 𝈋     | 𐊪 𝈋    | 𝈋     | 𐊪     | 𐊪 𝈋     | m                                  | /m/         | 𐌌                                                                                 |
| 𐊫        | 𐊫      | 𐊫      | 𐊫            | 𐊫       | 𐊫      | 𐊫     | 𐊫     | 𐊫       | o                                  | /o/         | Ο                                                                                 |
| 𐊭        | 𐊭      | 𐊭      | 𐊭            | 𐊭       | 𐊭      | 𐌓     | 𐊭     | 𐊭       | t                                  | /t/         | Τ                                                                                 |
| 𐤭        | 𐤭      |        | 𐤭            | 𐤭 𐌓     | 𐤭 𐌓    | 𐊯     | 𐤭 𐤧 𐌃 | 𐊮 Ϸ     | š                                  | /ʃ/         | No es valor griego.                                                               |
| 𐊰        | 𐊰      | 𐊰      | 𐊰            | 𐊰       | 𐊰      | 𐊰     | 𐊰     | 𐊰       | s                                  | /s/         | Ϻ (san)                                                                           |
|          |        |        | 𐊱            | 𐊱       | 𐊱      | 𐊱     |       | 𐊱       | ?                                  | ?           |                                                                                   |
| 𐊲        | 𐊲      | 𐊲      | 𐊲            | 𐊲 V     | 𐊲 V    | 𐊲     | 𐊲 V   | V 𐊲     | u                                  | /u/         | Υ /u/                                                                             |
| 𐊳        |        |        | 𐊳            | 𐊳       | 𐊳      | 𐊳     |       |         | ñ                                  | /n̩/         |                                                                                   |
|          | 𐊴      | 𐊴      | 𐊛            | 𐊴       | 𐊴      | 𐊴     | 𐊴 𐊛   | 𐊴 𐊛     | k̂                                  | /c/         | No es valor griego. Quizá modificación de Κ, Χ o de 𐊨.                            |
| 𐊵        | 𐊵 𐊜    | 𐊵      | 𐊵            | 𐊵 𐊜     | 𐊵 𐊜    | 𐊵     | 𐊵     | 𐊜 𐊵     | n                                  | /n/         | 𐌍                                                                                 |
| 𐊷        |        | 𐊷      | 𐊷            | 𐊷       | 𐊷      | 𐊷     | 𐊷     | 𐊷       | p                                  | /p/         | Β                                                                                 |
| 𐊸        | 𐊸      | 𐊸      | 𐊸            | 𐊸       | 𐊸      | Θ     | 𐊸     | 𐊸 Θ     | ś                                  | /ç/?        | No es valor griego. Quizá de Ͳ (sampi)                                            |
| 𝈣        | 𐊹-     | ⊲-     | 𐊮-           | 𐤧-      | 𐤧-     | 𐊹     | 𐊹     | 𐊹       | i                                  | /i/         | Ε, ΕΙ o 𐌇                                                                         |
| 𐋏        | 𐋏      | 𐋏      | 𐊺            | 𐊺       | 𐊺      | 𐊺     | 𐊺     | 𐊺       | e                                  | /e/         | Η, 𐌇                                                                              |
| 𐊽        | 𐊼 𐊽    | 𐊼      | 𐊽            | 𐊼       | 𐊼      | 𐊼     | 𐊼     | 𐊼𐊽      | k                                  | /k/         | Quizá Ψ (localmente /kʰ/) antes que Κ.                                            |
| 𐊾        | 𐊾      | 𐊾      | 𐊾            | 𐊾       | 𐊾      | 𐊾     | 𐊾     | 𐊾       | δ                                  | /ⁿd/        | No es valor griego. Quizá ligadura de ΔΔ.                                         |
|          |        |        |              |         |        | 𐋁?    | 𐋁     | 𐋀       | γ                                  | /ᵑkʷ/?      | No es valor griego.                                                               |
|          |        |        |              |         |        | 𐋂     |       | 𐋂       | z                                  | /t͡s/ o /st/ | No es valor griego ?                                                              |
|          |        |        |              | 𐋄       | 𐋄      | 𐋄     |       |         | ŋ                                  | /ᵑk/        |                                                                                   |
|          |        |        |              |         |        |       |       | 𐊻       | Archivo de audio "ý" no encontrado | /ɥ/         | No es valor griego; quizá modificación de la 𐊺 caria ?                            |
|          |        |        |              |         |        |       |       | 𐊿 Ш     | w                                  | /w/         | Ϝ /w/                                                                             |
|          |        |        |              |         |        |       |       | 𐋅 𐊑     | j                                  | /j/         | Quizá relacionado con la frigia /j/, 𝈿 ~ 𐌔                                        |
|          |        |        |              |         |        | 𐋆     |       |         | ?                                  |             |                                                                                   |
|          |        |        | 𐋃            |         |        |       |       | 𐋉       | ŕ, ĺ                               | /rʲ/?       | Usado en Egipto para el griego ρρ.                                                |
| 𐋇        |        |        |              |         |        | 𐊶?    |       | 𐋇       | τ                                  | /t͡ʃ/        | No es valor griego. Quizá de Ͳ (sampi)?                                           |

## Origen
Las escrituras carias, que tienen un origen común, han desconcertado a los estudiosos durante mucho tiempo. La mayoría de las letras se asemejan a las del alfabeto griego, pero sus valores fonéticos generalmente no están relacionados con los valores de las letras griegas. Esto es inusual entre los alfabetos de Asia Menor, que generalmente se aproximan bastante bien al alfabeto griego, tanto en sonido como en forma, sin contar los sonidos sin equivalente en griego. No obstante, los valores del sonido cario no están completamente desconectados: 𐊠 /a/ (griego Α), 𐊫 /o/ (griego Ο), 𐊰 /s/ (griego Ϻ san) y 𐊲 /u/ (griego Υ) son tan cercanos al griego como cualquier alfabeto de Anatolia, y la 𐊷, que se asemeja a la Β griega, tiene un sonido similar a /p/, que comparte con el lidio 𐤡 derivado del griego.
Por lo tanto, Adiego (2007) sugiere que la escritura caria original se adoptó del griego cursivo y que luego se reestructuró, tal vez para una inscripción monumental, imitando la forma de las letras impresas griegas más gráficamente similares sin considerar sus valores fonéticos. Así, a /t/, que en su forma cursiva puede haber tenido una parte superior curva, se modeló según el griego qoppa (Ϙ) en lugar de su ancestral tau (Τ) para convertirse en 𐊭 . La /m/ caria, del griego arcaico 𐌌, se habría simplificado y, por lo tanto, tenía una forma más cercana al griego Ν que a Μ cuando fue remodelado como 𐊪 . De hecho, muchas de las variantes regionales de las letras carias son paralelas a las variantes griegas: 𐊥 𐅝 son variantes gráficas comunes de digamma, 𐊨 ʘ de theta, 𐊬 Λ de gamma y lambda, 𐌓 𐊯 𐌃 de rho, 𐊵 𐊜 de phi, 𐊴 𐊛 de chi, 𐊲 V de upsilon y 𐋏 𐊺 es paralela a Η 𐌇 eta. Esto también podría explicar por qué una de las letras más raras, 𐊱, tiene la forma de una de las letras griegas más comunes. Sin embargo, no se ha atestiguado ninguna escritura cursiva protocaria que de sustento a la teoría, por lo que estas etimologías son especulativas.
Hubo más desarrollos para cada versión; en Cauno, por ejemplo, parece que 𐊮 /š/ y 𐊭 /t/ ambos llegaron a parecerse a una P latina, por lo que se distinguieron con una línea adicional: 𐌓 /t/, 𐊯 /š/ .

## Desciframiento

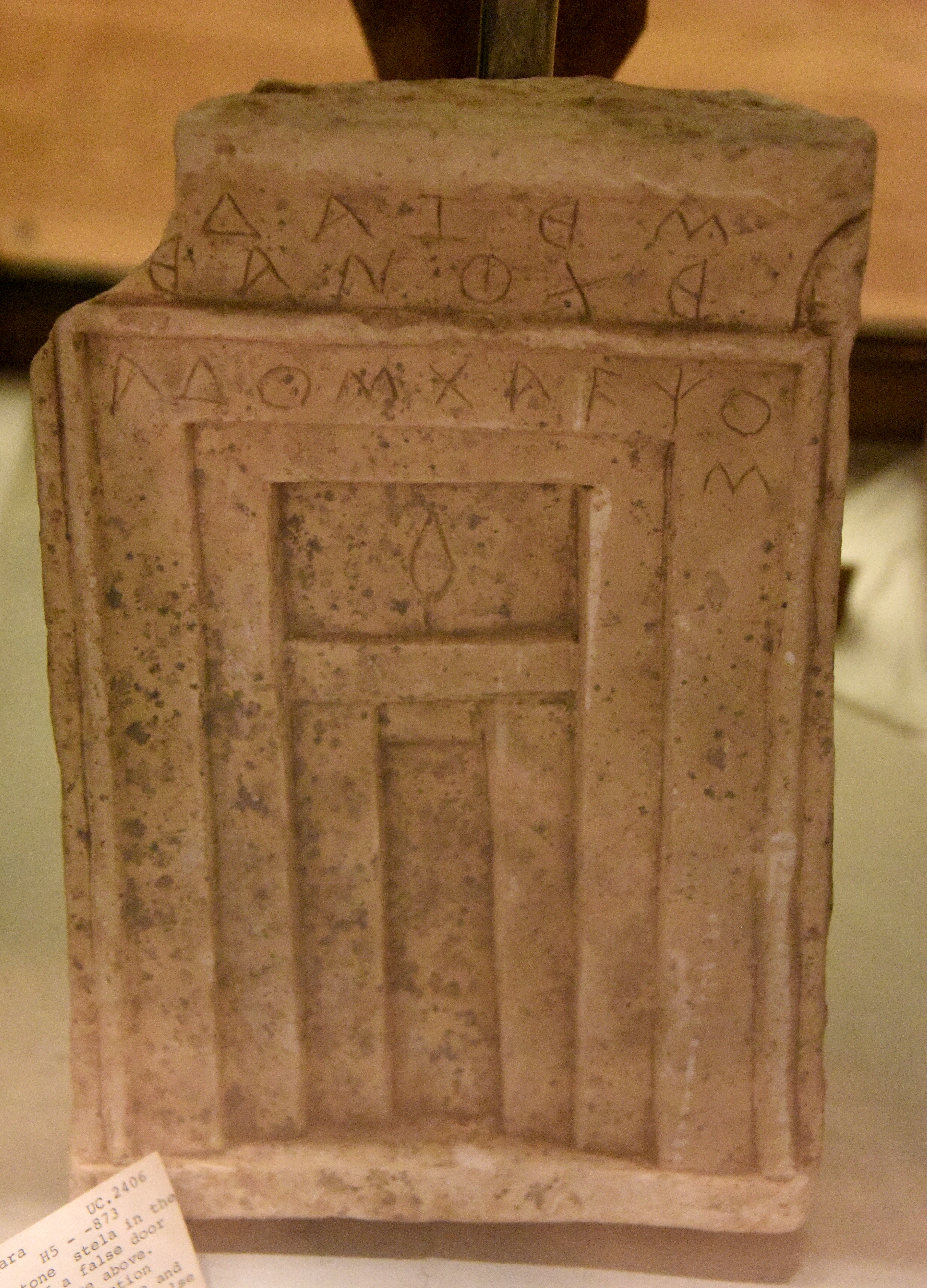
Estela de piedra caliza que representa una puerta falsa, con inscripciones carias. Periodo tardío. De Saqqara, H5-873, Egipto. Museo Petrie de Arqueología Egipcia, Londres.

Durante el siglo XX se realizaron numerosos intentos de descifrar las inscripciones carias. Tras la Segunda Guerra Mundial, la mayoría de las inscripciones carias conocidas se recopilaron y publicaron, lo que proporcionó una buena base para el desciframiento.
En la década de 1960 el investigador ruso Vitali Shevoroshkin demostró que las suposiciones anteriores de que la escritura era silábica o semisilábica eran falsas. Dedicó muchos años a su estudio y utilizó la metodología adecuada. Dejó claro que el cario era alfabético, pero hizo pocos avances significativos en la comprensión del idioma, en parte porque daba por sentado que los valores de las letras se parecían a las del alfabeto griego, lo que más tarde resultó ser infundado.
Otros investigadores del cario fueron H. Stoltenberg, O. Masson, Yuri Otkupshchikov, P. Meriggi (1966) y R. Gusmani (1975), pero su trabajo no fue ampliamente aceptado.
Stoltenberg, como Shevoroshkin y la mayoría de los demás, generalmente atribuía valores griegos a las letras carias.
En 1972, un egiptólogo K. Zauzich investigó textos bilingües en cario y egipcio (lo que se conoció como "enfoque egipcio"). Este fue un paso importante en el desciframiento, que produjo buenos resultados.
Este método fue desarrollado por T. Kowalski que en 1975 hizo su única publicación sobre el tema.
El egiptólogo británico John D. Ray aparentemente trabajó independientemente de Kowalski; sin embargo, produjo resultados similares (1981, 1983). Utilizó inscripciones bilingües cario-egipcias que se habían ignorado hasta entonces. Su gran avance fue la lectura del nombre Psammetichus (faraón egipcio) en cario.
Los valores radicalmente diferentes que Ray asignó a las letras se encontraron inicialmente con escepticismo. Ignacio Javier Adiego, junto con Diether Schürr, comenzaron a contribuir al proyecto a principios de la década de 1990. En su libro Studia Carica de 1993, Adiego ofreció los valores de desciframiento de las letras que ahora se conocen como el 'sistema Ray-Schürr-Adiego'. Este sistema ahora ganó así una mayor aceptación. El descubrimiento de una nueva inscripción bilingüe en 1996 (la inscripción bilingüe cario-griega de Cauno) confirmó la validez esencial de su desciframiento.

## Unicode
El cario se agregó al estándar Unicode en abril de 2008 con el lanzamiento de la versión 5.1. Está codificado en el plano 1 ( plano multilingüe suplementario ).
El bloque Unicode para el cario es U+102A0 – U+102DF:
| Carian Official Unicode Consortium code chart (PDF)                           |   |   |   |   |   |   |   |   |   |   |   |   |   |   |   |   |
|                                                                               | 0 | 1 | 2 | 3 | 4 | 5 | 6 | 7 | 8 | 9 | A | B | C | D | E | F |
| U+102Ax                                                                       | 𐊠 | 𐊡 | 𐊢 | 𐊣 | 𐊤 | 𐊥 | 𐊦 | 𐊧 | 𐊨 | 𐊩 | 𐊪 | 𐊫 | 𐊬 | 𐊭 | 𐊮 | 𐊯 |
| U+102Bx                                                                       | 𐊰 | 𐊱 | 𐊲 | 𐊳 | 𐊴 | 𐊵 | 𐊶 | 𐊷 | 𐊸 | 𐊹 | 𐊺 | 𐊻 | 𐊼 | 𐊽 | 𐊾 | 𐊿 |
| U+102Cx                                                                       | 𐋀 | 𐋁 | 𐋂 | 𐋃 | 𐋄 | 𐋅 | 𐋆 | 𐋇 | 𐋈 | 𐋉 | 𐋊 | 𐋋 | 𐋌 | 𐋍 | 𐋎 | 𐋏 |
| U+102Dx                                                                       | 𐋐 |   |   |   |   |   |   |   |   |   |   |   |   |   |   |   |
| Notas 1. Desde la versión Unicode 13.0 2. Las áreas grises no están asignadas |   |   |   |   |   |   |   |   |   |   |   |   |   |   |   |   |

𐊡𐋊𐋋𐋌𐋍 son variantes gráficas, al igual que 𐊤𐋈𐋐, 𐋎𐊦𐋏, 𐊺𐋏, 𐊼𐊽, 𐋂𐋃, 𐋁𐋀 y posiblemente 𐋇𐊶 .